# Deuterotypus congolensis
Deuterotypus congolensis är en stekelart som beskrevs av Heinrich 1967. Deuterotypus congolensis ingår i släktet Deuterotypus och familjen brokparasitsteklar. Inga underarter finns listade i Catalogue of Life.